# Liophis carajasensis
Liophis carajasensis là một loài rắn trong họ Rắn nước. Loài này được Da Cunha, Nascimento & Avila-Pires mô tả khoa học đầu tiên năm 1985.